# Івановське сільське поселення (Юр'янський район)
Іва́новське сільське поселення (рос. Ивановское сельское поселение) — адміністративна одиниця у складі Юр'янського району Кіровської області Росії. Адміністративний центр поселення — присілок Івановщина.

## Історія
Станом на 2002 рік на території поселення існували такі адміністративні одиниці:
- Березовський сільський округ (село Березово)
- Івановський сільський округ (селище 73 км, присілки Безводне, Брязга, Великий Вострець, Воробей, Єжово, Івановщина, Пихтеєви, Пузирі, Селезні)
- Кокінський сільський округ (присілки Варзеги, Кокіно, Тутиги)
- Сєверний сільський округ (селище Сєверний)
- Шуб'янський сільський округ (присілки Зимня, Кострово, Коробейніки, Скородум, Шуб'яни)

Згідно із законом Кіровської області від 7 грудня 2004 року № 284-ЗО у рамках муніципальної реформи були утворені Івановське (утворено шляхом об'єднання Березовського, Івановського та Кокінського сільських округів) та Сєверне (утворено шляхом об'єднання Сєверного та Шуб'янського сільських округів) сільські поселення, 2009 року Сєверне сільське поселення було приєднане до Івановського сільського поселення.

## Населення
Населення поселення становить 649 осіб (2017; 668 у 2016, 676 у 2015, 693 у 2014, 705 у 2013, 714 у 2012, 752 у 2010, 1008 у 2002).

## Склад
До складу поселення входять 16 населених пунктів:
| Населений пункт            | Населення, осіб (2002) | Населення, осіб (2010) |
| -------------------------- | ---------------------- | ---------------------- |
| 73 км, селище              | 1                      | 0                      |
| Безводне, присілок         | 16                     | 11                     |
| Березово, село             | 116                    | 22                     |
| Брязга, присілок           | 11                     | 12                     |
| Варзеги, присілок          | 2                      | 2                      |
| Великий Вострець, присілок | 9                      | 6                      |
| Воробей, присілок          | 0                      | 2                      |
| Єжово, присілок            | 0                      | -                      |
| Зимня, присілок            | 5                      | 5                      |
| Івановщина, присілок       | 291                    | 262                    |
| Кокіно, присілок           | 210                    | 142                    |
| Коробейники, присілок      | 2                      | 0                      |
| Кострово, присілок         | 6                      | 0                      |
| Пихтеєви, присілок         | 2                      | 2                      |
| Пузирі, присілок           | 0                      | -                      |
| Селезні, присілок          | 0                      | -                      |
| Сєверний, селище           | 403                    | 236                    |
| Скородум, присілок         | 8                      | 2                      |
| Тутиги, присілок           | 20                     | 9                      |
| Шуб'яни, присілок          | 137                    | 39                     |